# Tristram Dalton
Tristram Dalton (Newburyport, 28 maggio 1738 – Boston, 30 maggio 1817) è stato un politico statunitense. Fu membro del 1º Congresso degli Stati Uniti.

## Biografia
Dalton nacque a Newburyport, nel Massachusetts. Frequentò la Dummer Academy a Newbury, e si laureò all'Università Harvard nel 1755. In seguito, studiò legge e fu ammesso al bar, ma non praticò perché intraprese la professione di mercante. In seguito, lavorò come delegato per il Massachusetts al convegno dei comitati delle province del New England, che si riunì a Providence, il 25 dicembre del 1776.
Dopo la creazione degli Stati Uniti, Dalton fu membro della Camera dei rappresentanti del Massachusetts dal 1782 al 1785, nel 1784 svolse il compito di speaker presso essa.
Fu eletto al Congresso continentale nel 1783 e nel 1784, ma non partecipò mai alle sessioni. Fu, poi, membro del Senato del Massachusetts dal 1785 al 1788 e senatore degli Stati Uniti dal 1789 al 1791. Si ricandidò al Senato statunitense nel 1790 ma senza successo.
Lasciata la politica, lavorò come geometra nel porto di Boston dal novembre del 1814 fino al giorno della sua morte, avvenuta nel 1817. Fu sepolto nel cimitero della chiesa episcopale di St. Paul in Newburyport, sua città natale.